# Sokaraja Wetan
Sokaraja Wetan is een bestuurslaag in het regentschap Banyumas van de provincie Midden-Java, Indonesië. Sokaraja Wetan telt 3996 inwoners (volkstelling 2010).